# FamilySearch
FamilySearch – organizacja zajmująca się genealogią, zarządzana przez Kościół Jezusa Chrystusa Świętych w Dniach Ostatnich.
Prowadzi 4745 centrów historii rodziny w ponad 70 krajach.

## Funkcje

### Drzewo genealogiczne
Drzewo jest podstawową funkcją portalu. Od wdrożenia nowej wersji serwisu tworzone jest jedno wielkie drzewo, niekoniecznie połączone ze sobą, a nie jedno rodzinne drzewo, do którego dostęp mają tylko osoby zatwierdzone. Duplikaty zostały scalone do jednej osoby. Wszystkie dane w serwisie są dostępne dla wszystkich bez ograniczeń, co pozwala bardziej efektywnie poszerzać wiedzę o swojej rodzinie i nie trzeba dodawać kilka razy tej samej osoby, z różnicą wynikającą tylko z nazwy drzewa.

### Zdjęcia, historie, dokumenty
16 kwietnia 2013 r. dodano funkcje przesyłania zdjęć, historii oraz dokumentów. Na zdjęciach oznacza się twarze osób, które później są wstawiane do drzewa genealogicznego.